# 阿圖瓦的布蘭奇
阿圖瓦的布蘭奇（法語： 1248年—1302年5月2日），卡佩阿图瓦王朝成员，曾以王太后的身份任纳瓦拉王国和香槟伯国摄政，父亲是罗贝尔一世，第一任丈夫是恩里克一世，第二任丈夫是驼背者爱德蒙，子女有胡安娜、托馬斯和亨利。